# Curtis Sliwa
Curtis Sliwa est un activiste américain, né le 26 mars 1954 dans le borough de Brooklyn à New York aux États-Unis.
Il est le fondateur des Guardian Angels le 13 février 1979 à New York, dans le but de combattre la violence dans le métro de New York. L'organisation s'est étendue à divers pays dès les années 1980.
Il devient le candidat du Parti républicain à l'élection du maire de New York le 2 novembre 2021 face au démocrate Eric Adams. C'est ce dernier qui fut élu. Il est à nouveau le candidat républicain pour l’élection de 2025.